# Kantonspolizei Basel-Stadt

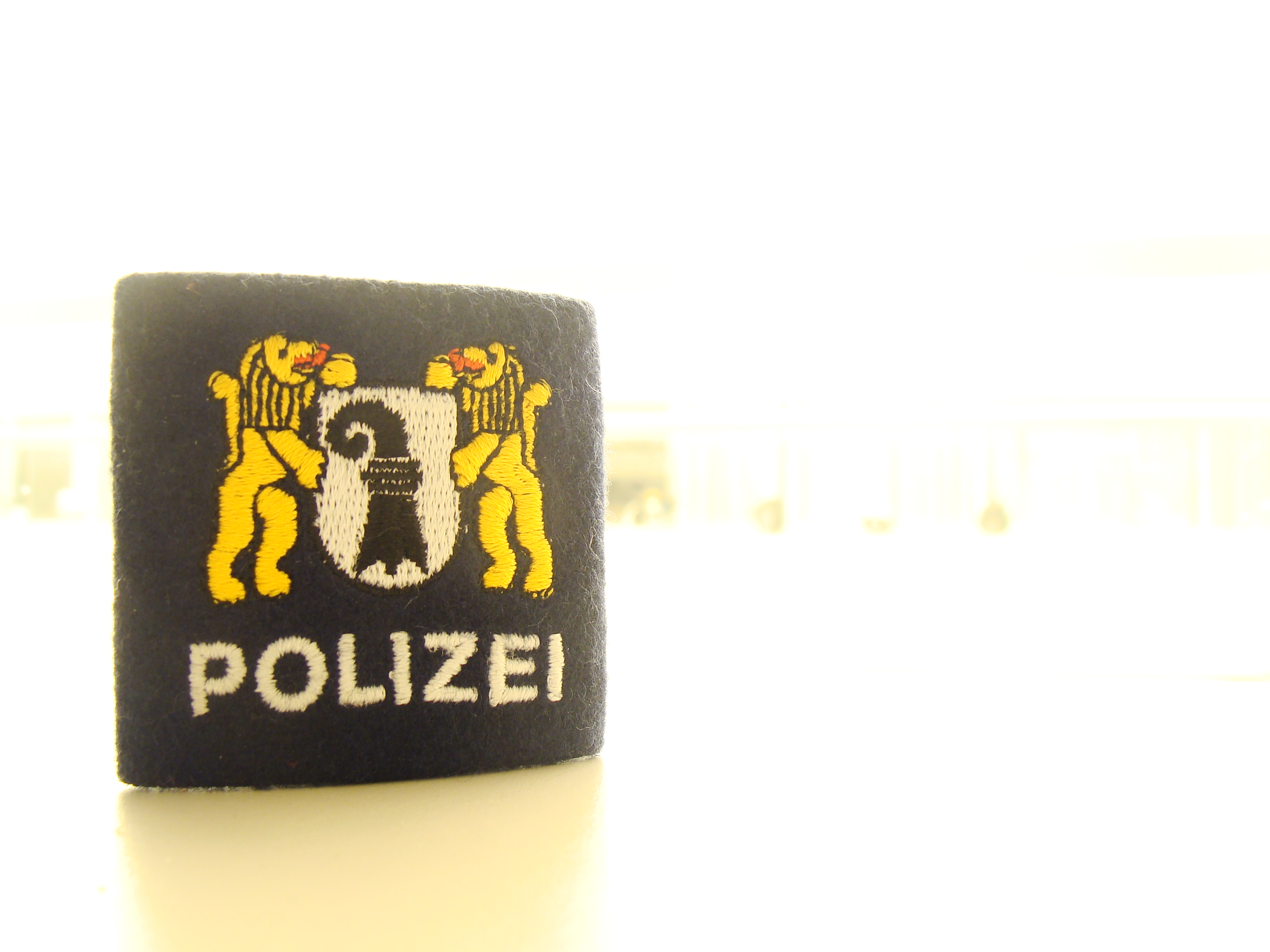
Kantonspolizei Basel-Stadt

Die Kantonspolizei Basel-Stadt ist die Polizei des Kantons Basel-Stadt. Gegründet wurde sie 1816.
Sie hat aufgrund der besonderen Verwaltungsstruktur des Stadt-Kantons mit zwei Landgemeinden Polizeiaufgaben der Einwohnergemeinde Basel sowie der Gemeinden Riehen und Bettingen wahrzunehmen; sie ist daher Gemeinde- und Kantonspolizei in einem. Eine weitere Besonderheit der Stadtbasler Polizeiorganisation liegt darin, dass die Kriminalpolizei seit den 1930er-Jahren zwar aus Beamten des Polizeikorps besteht, fachlich und einsatzmässig aber der Staatsanwaltschaft untersteht.

## Geschichte
1978 wurde die Militärverwaltung, die Feuerwehr (früher Löschwesen) und das Amt für Gesamtverteidigung ins Polizeidepartement integriert und dieses zum Polizei- und Militärdepartement umbenannt. Vorher unterstanden die genannten Dienststellen dem Militärdirektor. Dieses Amt war an einen der sieben Regierungsräte gebunden, zeitweise an denjenigen, der das Polizeidepartement leitete. Am 1. Januar 2005 wurde aus dem Polizei- und Militärdepartement (PMD) das Sicherheitsdepartement (SiD). Nach einer weiteren Reorganisation im Jahre 2008 wurde aus dem Sicherheitsdepartement das heutige Justiz- und Sicherheitsdepartement (JSD).

## Kommandanten
(bis 1975 Polizeiinspektoren):
- 1909–1935 Viktor Müller
- 1935–1946 Emil Bloch
- 1946–1968 Otto Altenbach
- 1967–1969 Adolf Ramseyer
- 1969–1979 Fritz Meyer
- 1979–2001 Markus Mohler
- 2002–2008 Roberto Zalunardo
- 2009–2017 Gerhard Lips
- 2017–2024 Martin Roth
- 2024–0000 Thomas Würgler (ad interims)

## Polizeiwache

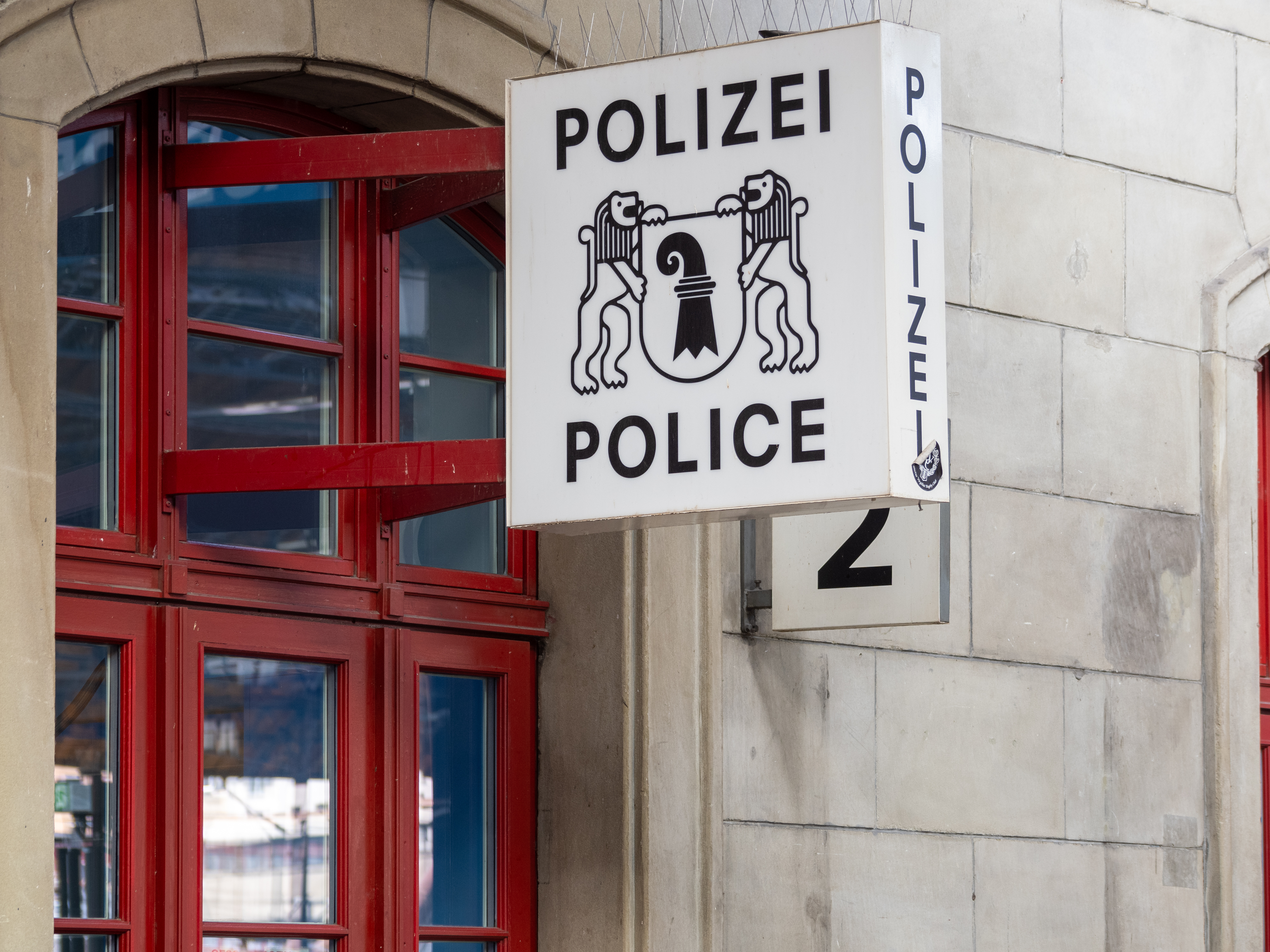
Polizeiposten im Bahnhof Basel SBB

Die Kantonspolizei Basel-Stadt hat zwei Polizeiwachen (Clara und Kannenfeld), fünf Polizeiposten (Riehen, Spiegelhof, Gundeldingen, Bahnhof SBB und Bettingen) sowie zwei Stützpunkte (Autobahnpolizei und Einsatzzug). Außer dem Stützpunkt Horburg (Einsatzzug) verfügen alle über eine Kundenzone (Schalterbetrieb). Die Kundenzone der Polizeiwache Clara ist die einzige, die im 24h-Betrieb geöffnet ist.

## Einsatzfahrzeuge
- Tesla Model X 100D

Im Jahr 2018 hat die Kantonspolizei Basel-Stadt sieben Tesla Model X 100D im Wert von fast einer Million Schweizer Franken für den Alarmpikett gekauft. Das Modell soll voraussichtlich im Jahr 2025 durch neun Fahrzeuge einer anderen Automarke ersetzt werden.

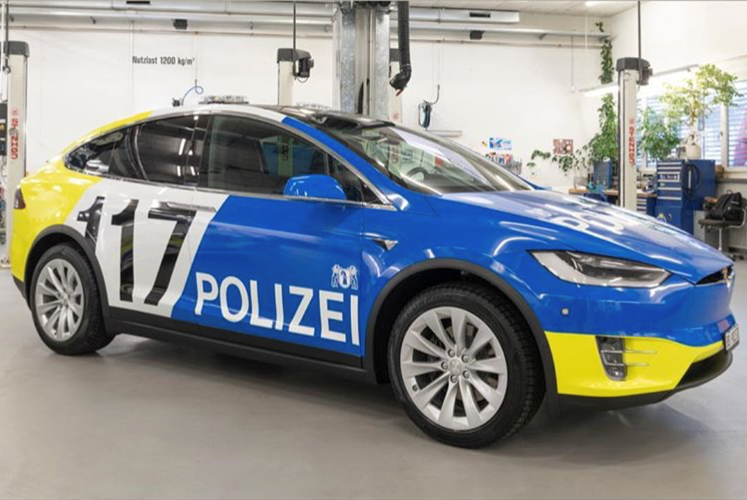

- Volkswagen T5

- Volkswagen T6 und Multivan
- Mercedes eVito

- VW Crafter

- Mercedes Sprinter

- Land Rover Defender

- Mitsubishi i-MiEV

- Mehrere zivile Fahrzeuge